# Herina (Irena) Paleologina
Herina (Irena) Paleologina – pierwsza żona Izaaka II Angelosa.

## Życiorys
Tożsamość pierwszej żony Izaaka II nie jest znana, a jej imię Herina (tj. Irena) znaleziono na inskrypcji w katedrze w Spirze. Przez lata wiedziano tylko, że pochodziła z bizantyńskiej arystokracji. Źródła bizantyńskie nie znały jej imienia, jak również imienia jej najstarszej córki. Identyfikacji imienia dokonano dzięki odczytaniu noty do XIV tomu włoskiej wersji kroniki Nicetasa Choniatesa „Wielkość i katastrofa Bizancjum”. Według noty imiona pierwszej żony Izaaka II i jego najstarszej córki można znaleźć w nekrologu Ireny Angeliny, drugiej córki Izaaka, żony Filipa Szwabskiego, pochowanej obok męża w nekropolii królów niemieckich, w katedrze w Spirze. W nekrologu Irena/Maria jest nazwana córką Izaaka i Ireny. Fakt, że matka i córka noszą to samo imię, skłonił badaczy do wysunięcia hipotezy, że jest to być może imię zakonne. 
Jednocześnie badania nad początkami Paleologów skłoniły R. Hiestanda do wysunięcia tezy, że Herina/Irena pochodziła z rodu Paleologów i może być uznana za córkę Jerzego Paleologa Dukasa Komnena, wielkiego heteriarchy (megas hetaireiarches). Hipoteza ta opiera się na tytule jego syna Andronika Paleologa, który jest nazywany ukochanym szwagrem (gr.: "γαμβρος" "gambros" jest w dokumentach bizantyńskich używane w znaczeniu: szwagier, rzadziej zięć). 
Trzecie dziecko Izaaka II i Heriny: Aleksy przyszło na świat w 1182 lub w 1183 roku. Po jego narodzeniu, a przed 1186 rokiem Herina musiała umrzeć lub zostać oddalona, skoro w lutym 1186 Izaak II poślubił Małgorzatę Węgierską.
Herina urodziła Izaakowi II troje dzieci:
- Eufrozynę Angelinę, zakonnicę,
- Irenę Angelinę - żonę Rogera III Sycylijskiego, a potem Filipa Szwabskiego,
- Aleksego Angelosa.